# Stazione di Palermo Sant'Erasmo
La stazione di Sant'Erasmo era, fino al 1953, la stazione terminale di Palermo della linea a scartamento ridotto Palermo-Corleone-San Carlo.

## Storia
L'idea di tale linea nacque alla metà dell'Ottocento, l'approvazione dei progetti è di pochi decenni dopo, ma la costruzione del percorso e della stazione inizia nel 1884 e viene inaugurata il 20 dicembre 1886; la linea era molto trafficata ed era il mezzo più usato per Corleone fino agli anni cinquanta. Nel 1953 la stazione venne chiusa e il capolinea spostato dal centro cittadino fino alla zona, al tempo estremamente periferica, di Acqua dei Corsari. Nel 1959 la linea venne chiusa e di conseguenza la stazione non venne più utilizzata.
Nel 1965, la stazione fu demolita e rimase in piedi, l’ex deposito delle Locomotive, ispirato allo stile di Basile, composto da un padiglione principale di 48 metri per 30 metri e un altro piccolo edificio annesso, rimasto abbandonato a se stesso per anni, prima di essere recuparato all'inizio degli anni duemila.

## Ubicazione
La stazione si trovava presso il Porto di San'Erasmo alla foce del fiume Oreto, quindi molto vicina al centro della città dell'epoca e alla Stazione Centrale.
Lo spostamento del capolinea nella seconda stazione che si trova nell'area chiamata Acqua dei Corsari che si trovava fuori dalla città quindi in una posizione abbastanza scomoda per l'utilizzo fece crollare il traffico passeggeri.
La scelta di arretrare il capolinea da Sant'Erasmo ad Acqua dei Corsari è stata cervellotica in quanto la linea, fino agli anni cinquanta era molto trafficata ed era il mezzo più usato per Corleone, Misilmeri e per i tanti paesi dell'hinterland, e tale scelta determinò non soltanto la fine di tale linea ferroviaria, essendo la Stazione di Acqua dei Corsari  troppo periferica rispetto a quella di Sant’Erasmo, ma anche il declino della Borgata di Sant’Erasmo che dopo l’abolizione della stazione cominciò  rapidamente a degradare. Rimase attivo solo il vicino deposito delle locomotive, ma con la definitiva chiusura della linea, a causa del crollo del numero dei passeggeri, la stazione e il deposito non vennero  più utilizzati e un'altra conseguenza di tale scelta fu quella di favorire la speculazione edilizia selvaggia di Palermo degli anni cinquanta-sessanta, con la costa che senza la linea ferrata e le varie stazioncine intermedie utilizzata come discarica di tonnellate di terra di risulta.

## Caratteristiche

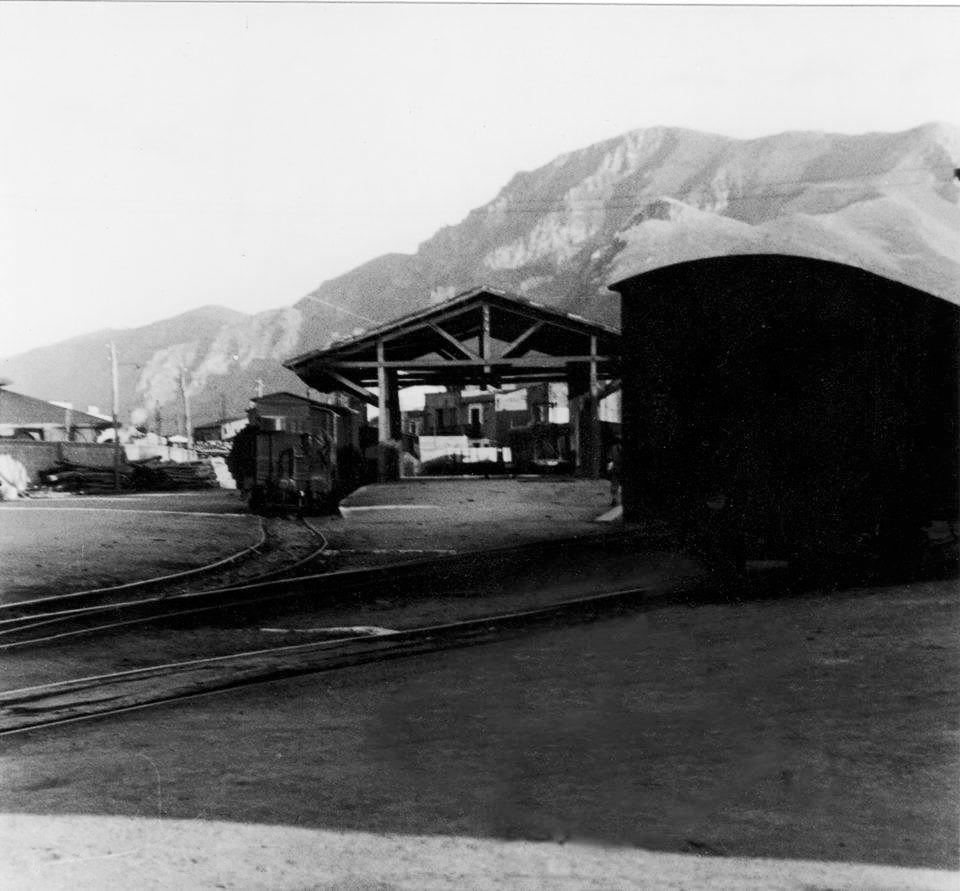
Lo scalo merci della stazione

La stazione di Sant'Erasmo era posta a cavallo alla foce del fiume Oreto e divisa in due sezioni: la parte ad ovest del fiume era la parte destinata al movimento passeggeri e merci. Vi si trovavano il Fabbricato Viaggiatori e il Magazzino Merci il fascio binari abbastanza corto era composto di due binari passanti e di quattro binari tronchi; tutti e sei si riunivano in un binario tronco terminale per le manovre che si svolgevano su tale lato. 
Dal lato ovest il fascio binari, di cui quattro passanti e due tronchi, si riuniva in uno scambio di uscita al binario di corsa. Uno dei binari tronchi serviva un piccolo molo dove trovava posto un piccolo cantiere navale. 
In uscita dalla stazione la linea scavalcava la foce del fiume Oreto attraverso un ponte in ferro a travata unica subito dopo il quale con uno scambio la linea tornava a dividersi in due tronconi, di cui quello di corretto tracciato proseguiva costeggiando la strada fino alla piena linea verso Acqua dei Corsari, mentre dal lato mare vi erano la piattaforma girevole e il Deposito locomotive con tre binari di ricovero interno, le Officine rotabili, i magazzini, gli edifici accessori e il refettorio. 
Successivamente alla chiusura della linea tutta la parte di edifici ferroviari ad ovest dell'Oreto è stata demolita.

## Edifici
- La stazione, in uso dal 1886 al 1953 non è più esistente, venne infatti demolita alla cessazione della linea.
- Il deposito, un edificio basso in stile liberty, è ancora esistente; anche se non se ne conosce il progettista si nota l'ispirazione del Basile. La struttura in parte in metallo ed in parte in muratura è ad una sola elevazione.

## Lo stato attuale

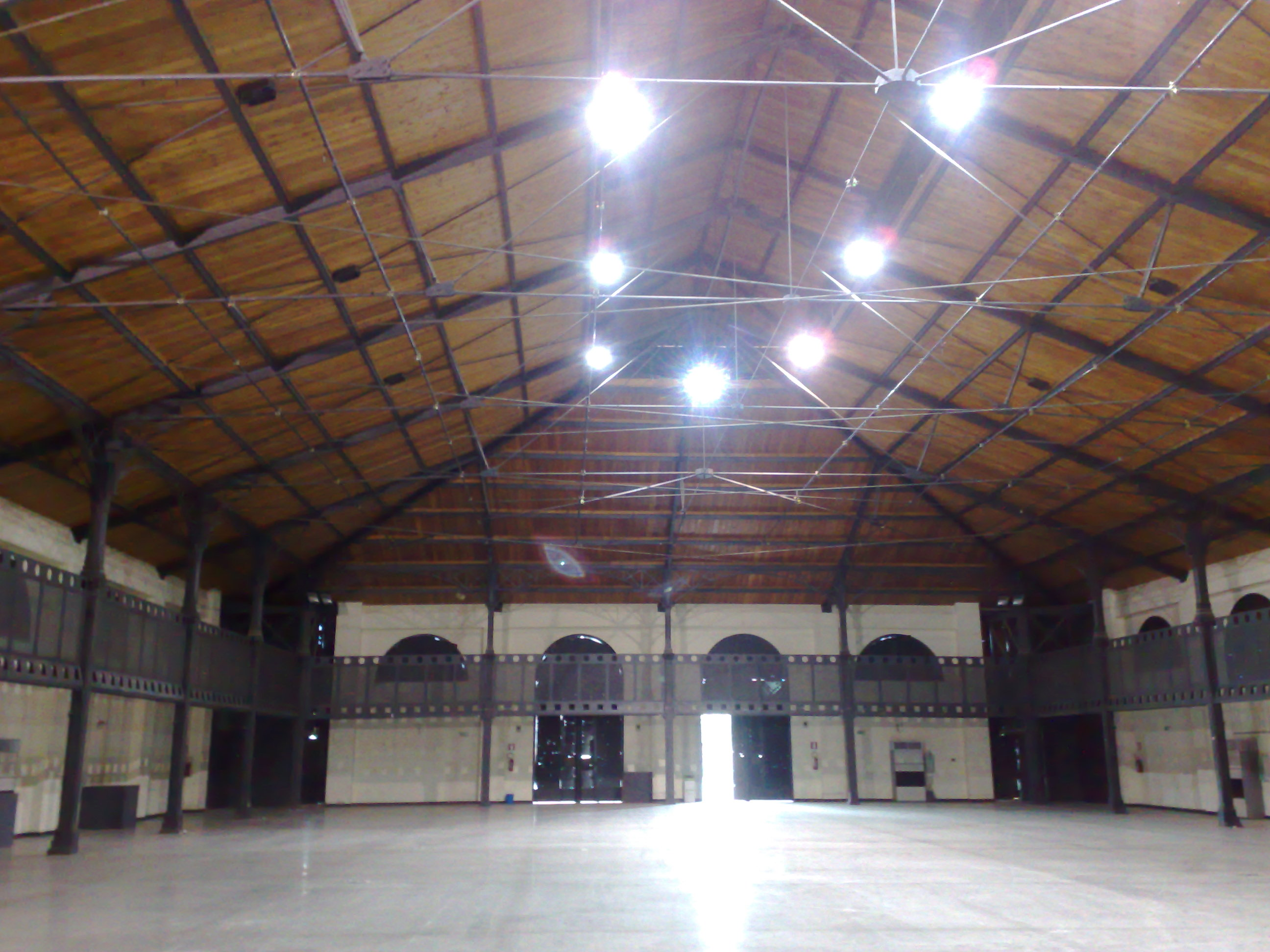
L'interno del Deposito locomotive

La linea non venne utilizzata per decenni quindi l'incuria prese il sopravvento, attualmente l'edificio del deposito locomotive-officina della prima stazione è stato completamente restaurato, riportando alla luce l'antico splendore ed è sede di alcuni spettacoli estivi comunale, in particolare del Kals'art. per quanto riguarda la seconda stazione, quella di Acqua dei Corsari, il fabbricato passeggeri, ristrutturato e tinteggiato di giallo, è in perfette condizioni, anche se notevolemnte variato nell'architettonica, e visibile dalla strada ed è possibile che anche l'edificio più a sud, ad un piano e di colore rossastro, appartenga alla stazione. L'indicazione della località e della distanza chilometrica non esiste più, ma è stata conservata l'iscrizione relativa all'altitudine. All'interno dell'area sono stati conservati alcuni resti della staccionata.